# Laura Bassi

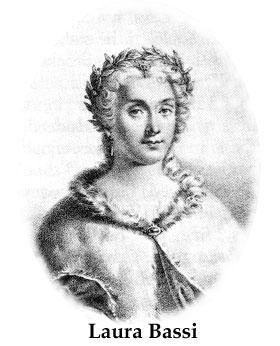
Laura Bassi

Laura Maria Caterina Bassi, född 31 oktober 1711 i Bologna, död 20 februari 1778 i Bologna, var en italiensk naturforskare. Hon var professor vid universitetet i Bologna.

## Biografi
Bassi föddes i en välbärgad familj i Bologna, där hennes fader var advokat. Under uppväxten blev hon privatundervisad i flera olika ämnen. Hon upptäcktes av kardinal Prospero Lambertini, senare Benedictus XIV, som uppmuntrade henne till vetenskapligt arbete.
21 år gammal utnämndes hon, 1732, efter en känd offentlig diskussion i Palazzo del Comune till professor i anatomi vid universitetet i Bologna. Två år senare blev hon också professor i filosofi. Hennes möjligheter att undervisa var begränsade till en början, då hon endast tilläts ge enstaka föreläsningar. 1738 gifte hon sig med Giuseppe Veratti, en akademisk kollega med vilken hon skulle komma att få åtta barn (vissa källor pekar på ännu fler). Efter detta fick hon hålla föreläsningar från hemmet och blev en respekterad profil på universitetet, vilket ledde till en högre lön som kunde bekosta den utrustning som hennes studier krävde.
Bassi var mycket intresserad av klassisk mekanik och undervisade i ämnet i 28 år. Hon var en av förgrundsfigurerna i introducerandet av Newtons tankar om fysik och naturfilosofi i Italien. Under sin karriär publicerade Bassi inte mindre än 28 vetenskapliga artiklar; den övervägande majoriteten av dessa behandlade fysik och hydraulik, men hon sammanställde aldrig någon bok. Hennes yngre släkting Lazzaro Spallanzani var en av hennes lärjungar. Hon stod i brevväxling med Voltaire och många andra av sin samtids lärde.
1745 inrättade påve Benedictus XIV en elitklass bestående av 25 vetenskapsmän, kända under gruppnamnet Benedettini (uppkallad efter påven själv). Bassi var mycket angelägen om att bli en del av gruppen men hon möttes av motstånd från många andra av den tidens forskare. Slutligen valde Benedictus ut henne till gruppen, där hon blev den enda kvinnan.
1776, i en ålder av 65 år, blev hon professor i experimentell fysik vid Accademia delle Scienze dell'Istituto di Bologna; som assistent agerade hennes make. Två år senare dog Bassi. Hon hade tillägnat hela sitt liv åt fysiken och hade brutit viktiga barriärer för kvinnors arbete inom akademiska kretsar.

## Forskning
Bassi genomförde dels forskning tillsammans med sin man, men också självständigt. Ämnet som oftast studerades då paret jobbade tillsammans var elektricitet. Paret hade flera presentationer inom ämnet, men deras ämnen som presenterades i deras respektive presentationer skilde sig åt. Som medlemmar av Benedettina krävdes det att man varje år presenterade eget originellt arbete, vilket gjorde att paret inte endast kunde samarbeta utan det krävdes att de behövde jobba självständigt.
Ett av problemen man stod inför i Bologna där Bassi bodde under denna tidsperiod var vatten, vilket gjorde att behovet av studier inom vätskemekanik var högt.  Det krävdes mycket vatten till industrier såsom tillverkning av papper, hampa och silke, så kanaler och vallar behövdes för att få tillgång till vatten i Bologna från floder. Bassi engagerade sig mycket inom forskning som kunde hjälpa Bologna att lösa dessa problem, varpå hon hade ett stort intresse rörande frågor kring vatten. Genom hennes forskning kunde hon förklara partikelstrukturen, fluiditeten och fasövergångarna för vatten och 1732 försvarade hon flera teser på ämnet inför fem professorer som bland annat bestod av Matteo Bazzani, Marc’Antonio Laurenti och Giovanni Antonio Stancari. 
Bassi presenterade 1774 en disputation om Hallers experiment, varefter hon började fokusera sin forskning inom eld och lågor. Hon jämförde förmågan hos olika kroppar att behålla värme med hur ledningsförmågan hos olika elektriska material skiljer sig åt under en presentation 1777.
Bassi genomförde under sin karriär forskning och experimentella studier inom såväl fysik och matematik, dock vet vi inte alla detaljer rörande hennes projekt eftersom de flesta av hennes originalhandlingar gått förlorade.

## Eftermäle
Nedslagskratern Bassi på planeten Venus och asteroiden 15742 Laurabassi är uppkallade efter henne.